# Loretoskogsfalk
Loretoskogsfalk (Micrastur buckleyi) är en fågel i familjen falkar inom ordningen falkfåglar.

## Utbredning
Fågeln förekommer i det fuktiga Amazonområdet i östra Ecuador och östra Peru.

## Namn
Fågelns vetenskapliga artnamn hedrar Clarence Buckley, amerikansk entomolog och samlare verksam i Bolivia 1874 och Ecuador 1878. Fram tills nyligen kallades den även buckleyskogsfalk på svenska, men justerades 2022 till ett enklare och mer informativt namn av BirdLife Sveriges taxonomikommitté.

## Status
IUCN kategoriserar arten som livskraftig.